# Nikolaï Pinegin
Nikolaï Vasilievich Pinegin (en russe : Никола́й Васи́льевич Пине́гин), né le 27 avril 1883 à Ielabouga et mort le 18 octobre 1940 à Saint-Pétersbourg (Leningrad), est un peintre et écrivain russe.
Il est aussi explorateur de l'Arctique.